# Şabran (Stadt)
Şabran (auch Shabran) ist eine Stadt in Aserbaidschan. Sie ist Verwaltungssitz des Rayons Şabran und hat 25.600 Einwohner (Stand: 2021). 2014 betrug die Einwohnerzahl 24.000.

## Geographie
Die Stadt liegt gut 10 km von der Küste des Kaspischen Meeres entfernt am Fuß des Großen Kaukasus im Norden Aserbaidschans.

## Geschichte
Als Dorf mit dem ursprünglichen Namen Dəvəçibazar (russisch Дивичибазар, Diwitschibasar) erhielt der Ort einige Bedeutung mit der Vorbeiführung der Eisenbahnstrecke Rostow am Don – Baku Ende des 19. Jahrhunderts. Am 8. August 1930 wurde es Verwaltungssitz eines Rajons der Aserbaidschanischen SSR der Sowjetunion. Am 2. August 1944 erhielt der Ort unter dem verkürzten Namen Dəvəçi (russisch Дивичи, Diwitschi) – so hieß die Bahnstation seit ihrer Eröffnung, und diese Form war bereits zuvor inoffiziell für den Ort und offiziell für den Rajon in Gebrauch – den Status einer Siedlung städtischen Typs (russisch посёлок городского типа; heutige aserbaidschanische Entsprechung qəsəbə), und am 25. Dezember 1961 die Stadtrechte. 2010 wurden die Stadt und der Rajon nach der knapp 15 km nordwestlich gelegenen mittelalterlichen, im 18. Jahrhundert endgültig zerstörten und ab 1979 wieder ausgegrabenen Stadt Şabran umbenannt, unter deren Namen auch das umliegende Gebiet bekannt war.
Bevölkerungsentwicklung
| Jahr | Einwohner |
| ---- | --------- |
| 1897 | 1.003     |
| 1939 | 1.689     |
| 1959 | 5.932     |
| 1970 | 13.392    |
| 1979 | 15.374    |
| 1989 | 18.647    |
| 2008 | 22.000    |
| 2014 | 24.000    |
| 2021 | 25.600    |

Anmerkung: bis 1989 Volkszählungsdaten, ab 2009 gerundet

## Verkehr
Die Stadt liegt an der auf diesem Abschnitt 1900 eröffneten, zweigleisigen und seit 1973 elektrifizierten Bahnstrecke von Baku zur Grenze nach Russland, die von der Bahngesellschaft Azərbaycan Dəmir Yolları betrieben wirf (Streckenkilometer 2529 ab Moskau). Am südwestlichen Stadtrand verläuft die Fernstraße M1 von Baku nach Quba und weiter ebenfalls zur russischen Grenze, zugleich Europastraße 119. Einige Kilometer nordwestlich zweigt von dieser die Regionalstraße R1 in Richtung Xaçmaz – Xudat ab.